# Xu Deshuai
Xu Deshuai (chiń. upr. 徐德帅; chiń. trad. 徐德帥; pinyin Xú Déshuài) – chiński piłkarz, urodzony 12 czerwca 1987 roku w Dalian w Chinach) który gra dla reprezentacji Hongkongu od 2008 roku.